# Soul System
Soul System ist eine italienische Band, die 2016 durch ihren Sieg bei der Castingshow X Factor bekannt wurde.

## Geschichte
Vier der Bandmitglieder sind ghanaischer Abstammung, alle wurden jedoch in Italien geboren, zwischen Verona und Brescia. Sie lernten sich in lokalen ghanaischen und evangelikalen Gemeinschaften kennen und beschlossen schließlich, eine Band zu gründen. Ausgangspunkt dafür war das Tonstudio von Ainoo. Im Sommer 2016 hatten sie eine Reihe von Liveauftritten. Danach schaffte die Band es in die Auswahl für X Factor: Zunächst abgelehnt, holte Juror Álvaro Soler sie zurück, nachdem die Band Jarvis auf eigenen Wunsch vorzeitig ausgestiegen war. Soul System gelangte ins Finale und gewann den Wettbewerb schließlich. Ihr dort präsentiertes Lied war She’s Like a Star.
Zusammen mit Sergio Sylvestre trat die Band am dritten Abend des Sanremo-Festivals 2017 auf. Anfang Juli des Jahres legte sie mit dem Lied Liquido, das ein Sample von Narcotic der deutschen Band Liquido enthält, eine neue Single vor.

## Diskografie
Alben

| Jahr | Titel              | Höchstplatzierung, Gesamtwochen, AuszeichnungChartsChartplatzierungen (Jahr, Titel, Platzierungen, Wochen, Auszeichnungen, Anmerkungen) | Anmerkungen |
| Jahr | Titel              | IT | Anmerkungen |
| ---- | ------------------ | --- | ----------- |
| 2016 | She’s Like a Star  | IT20 (9 Wo.)IT | EP Sony     |
| 2017 | Back to the Future | IT52 (2 Wo.)IT | Sony        |

Lieder

| Jahr | Titel Album       | Höchstplatzierung, Gesamtwochen, AuszeichnungChartsChartplatzierungen (Jahr, Titel, Album, Platzierungen, Wochen, Auszeichnungen, Anmerkungen) | Anmerkungen        |
| Jahr | Titel Album       | IT | Anmerkungen        |
| ---- | ----------------- | --- | ------------------ |
| 2016 | She’s Like a Star | IT7 Gold · (6 Wo.)IT | Verkäufe: + 25.000 |

- Liquido (2017; Sample von Narcotic)

## Belege
1. ↑  X Factor, Jarvis Band rinunciano, ripescati i Soul System. ANSA, 22. Oktober 2016, abgerufen am 16. Dezember 2016 (italienisch).
2. ↑  Alben von Soul System. In: Italiancharts.com. Hung Medien, abgerufen am 4. April 2018.
3. ↑  Classifiche Top Digital. FIMI, abgerufen am 4. April 2018 (italienisch).
4. ↑  Certificazioni. FIMI, abgerufen am 24. Januar 2017 (italienisch).